# سیارک ۴۱۶۶
سیارک ۴۱۶۶ (به انگلیسی: 4166 Pontryagin، نامگذاری:1978SZ6) چهار هزار و صد و شصت و ششمین سیارک کشف شده‌است که در ۲۶ سپتامبر ۱۹۷۸ کشف شد.
قدر مطلق سیارک برابر ۱۲٫۵۰ است.